# Curtiss Aeroplane and Motor Company
La Curtiss Aeroplane and Motor Company fue un fabricante estadounidense de aviones que comenzó a cotizar en la bolsa en 1916 con Glenn Hammond Curtiss como presidente.

## Historia
Glenn Curtiss había ayudado a fundar la Aerial Experimental Association en 1907 y creó la primera compañía de aviación de Estados Unidos, la Herring-Curtiss Company junto a Augustus Moore Herring, el 20 de marzo de 1909, la cual fue renombrada como Curtiss Aeroplane Company en 1910.
La Curtiss Aeroplane and Motor Company fue creada el 13 de enero de 1916 a partir de la Curtiss Aeroplane Company de Hammondsport, New York y la Curtiss Motor Company de Bath, New York. Burgess Company de Marblehead, Massachusetts, se convirtió en una subsidiaria en febrero de 1916.

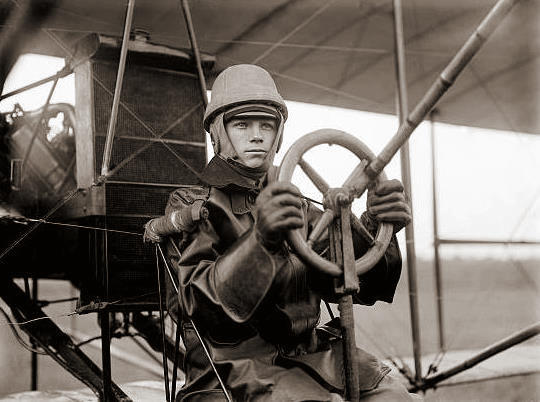
Un avión militar Curtiss durante las pruebas en College Park, Maryland circa 1912.

Curtiss comenzó la Aviación Naval de EE. UU. formando pilotos y proveyendo los aviones. El primer pedido importante fue de 144 hidroaviones de entrenamiento, de varios subtipos, del Modelo F. En 1914 Curtiss atrajo a B. Douglas Thomas de la Sopwith para diseñar el entrenador Modelo J, el cual derivó en el JN-4. Con el inicio de la Primera Guerra Mundial, los pedidos militares aumentaron considerablemente, y Curtiss necesitó expandirse rápidamente. En 1916, la compañía trasladó su sede y muchas de las actividades a Buffalo, New York, donde tenían un mejor acceso al transporte, mano de obra, fabricación y el necesario capital. Se convirtió en el mayor fabricante de aviones del mundo durante la PGM, empleando a 18.000 personas en Buffalo y a 3.000 en Hammondsport, New York. Curtiss produjo 10 000 aviones durante la guerra, y más de 100 en una sola semana.
Es particularmente famosa por el biplano de dos plazas Curtiss JN4. Curtiss trabajó con los aliados británicos y canadienses. El JN4 fue construido en Canadá, y muchos fueron usados como entrenadores en Inglaterra. El hidroavión Curtiss HS-2L fue ampliamente usado en la guerra para patrullaje antisubmarino. Se construyeron bases en Nueva Escocia, Francia y Portugal para este propósito. La Royal Navy y la Curtiss trabajaron juntos para construir hidroaviones; ambos usaron su experiencia para crear una línea de productos, que culminó en el NC-4, el primer avión en cruzar el Océano Atlántico, en 1919.
El 5 de julio de 1929, la Curtiss Aeroplane and Motor Company se convirtió en parte de la Curtiss-Wright Corporation, junto a otras 11 compañías afiliadas de Wright y Curtiss.
Durante la Segunda Guerra Mundial, como división de la Curtiss-Wright Corporation, Curtiss fabricó más de 29.000 aviones, incluyendo 3.000 transportes Curtiss C-46 Commando para el US Army Air Corps/Force, alrededor de 14.000 cazas P-40, que se hicieron famosos al usados por los Tigres Voladores de Claire Chennault en China, y luego de la guerra, más de 7000 SB2C Helldivers.